# Cod Island
Cod Island är en ö i Kanada.   Den ligger i provinsen Newfoundland och Labrador, i den östra delen av landet, 1 700 km nordost om huvudstaden Ottawa. Arean är 133 kvadratkilometer.
Terrängen på Cod Island är kuperad. Öns högsta punkt är 932 meter över havet. Den sträcker sig 15,7 kilometer i nord-sydlig riktning, och 15,4 kilometer i öst-västlig riktning.
Trakten runt Cod Island består i huvudsak av gräsmarker. Trakten runt Cod Island är nära nog obefolkad, med mindre än två invånare per kvadratkilometer.